# Supermerkel
Supermerkel ist eine Radio-Comedy-Serie, die von den beiden Stimmenimitatoren Elmar Brandt und Anne Onken sowie dem Kölner Autor und Produzenten Peter Burtz produziert wurde.
In den wochentäglich gesendeten 90-sekündigen Folgen wurden fiktive Geschichten aus dem Leben der damaligen deutschen Bundeskanzlerin Angela Merkel erzählt. Dabei halten die Folgen ein festes Schema ein. Sie beginnen mit einem relativ belanglosen Gespräch, das vom Klingeln des „schwarz-roten“ (früher „schwarz-gelben“) Telefons unterbrochen wird. Der Text des Anrufers ist unverständlich, wird aber von Supermerkel sinngemäß wiedergegeben. Eine Erzählerstimme leitet anschließend mittels „Das ist ein Fall für …“ von Supermerkel fortgesetzt mit „Supermerkel! Ich komme …“ bzw. „Supermerkel und Vizewelle! Wir kommen …“ den Hauptteil der Folge ein. Die am Ende präsentierten Pointen bestehen fast immer aus einem Wortspiel.
Die Sendereihe war am 24. Oktober 2005 unter dem Titel „Schicksalsjahre einer Kanzlerin … Angela – eine Frau geht seinen Weg“ gestartet und lief seither im Programm einiger deutschsprachiger Radiosender, u. a. 1Live, MDR Jump, hr3, N-Joy, Radio Salü, inselradio oder 104.6 RTL. Sie löste die Serie Die Gerd-Show ab, in der Elmar Brandt sieben Jahre lang Merkels Amtsvorgänger Gerhard Schröder thematisiert hatte. Ab Januar 2007 nannte sich die Comedy-Reihe Supermerkel und ab November 2009 Supermerkel und Vize-Welle. Seit Westerwelles Rücktritt als Vize-Kanzler hieß die Serie wieder Supermerkel.